# DragonPoo!
DragonPoo!（ドラゴンプー、1965年1月 - ）は、日本のプロレスラー。
シアタープロレス花鳥風月所属。

## 来歴
2021年7月4日、東京・ホテルラングウッドB2ファーストプレイス東京でのザ・シャーク戦でデビュー。

## 得意技
- BordeauxSpecial

## 入場テーマ曲
- 花鳥風月のテーマ